# Heineken
Bia Heineken (tiếng Hà Lan: Heineken Pilsener , phát âm tiếng Hà Lan: [ˈɦɛinəkən]), hoặc đơn giản là Ken (cách gọi của người Việt) là một loại bia nhẹ có nồng độ cồn 5% được sản xuất bởi công ty sản xuất bia Hà Lan Heineken N.V. Bia Heineken được bán trong chai màu xanh lá cây với một ngôi sao màu đỏ.

## Lịch sử
Vào ngày 15 tháng 2 năm 1864, Gerard Adriaan Heineken (1841–1893) đã mua nhà máy bia De Hooiberg (The Haystack) trên kênh Nieuwezijds Achterburgwal ở Amsterdam, một thương hiệu nổi tiếng của tầng lớp lao động được thành lập vào năm 1592. Năm 1873 sau khi thuê Tiến sĩ Elion (học trò của Louis Pasteur) để phát triển một loại men cho quá trình lên men ở đáy Bavarian của Heineken, công ty HBM (Heineken's Bierbrouwerij Maatschappij) được thành lập và loại bia nhãn hiệu Heineken đầu tiên được sản xuất. Năm 1875, Heineken đã giành giải Medaille D'Or tại Triển lãm Hàng hải Quốc tế ở Paris và nó bắt đầu được vận chuyển đến đó thường xuyên, sau đó doanh số bán hàng của Heineken đạt 64.000 ha (1,7 triệu gallon Mỹ), khiến họ trở thành nhà xuất khẩu bia lớn nhất sang Pháp.

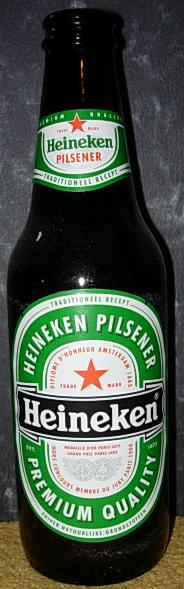
Old Dutch bottle

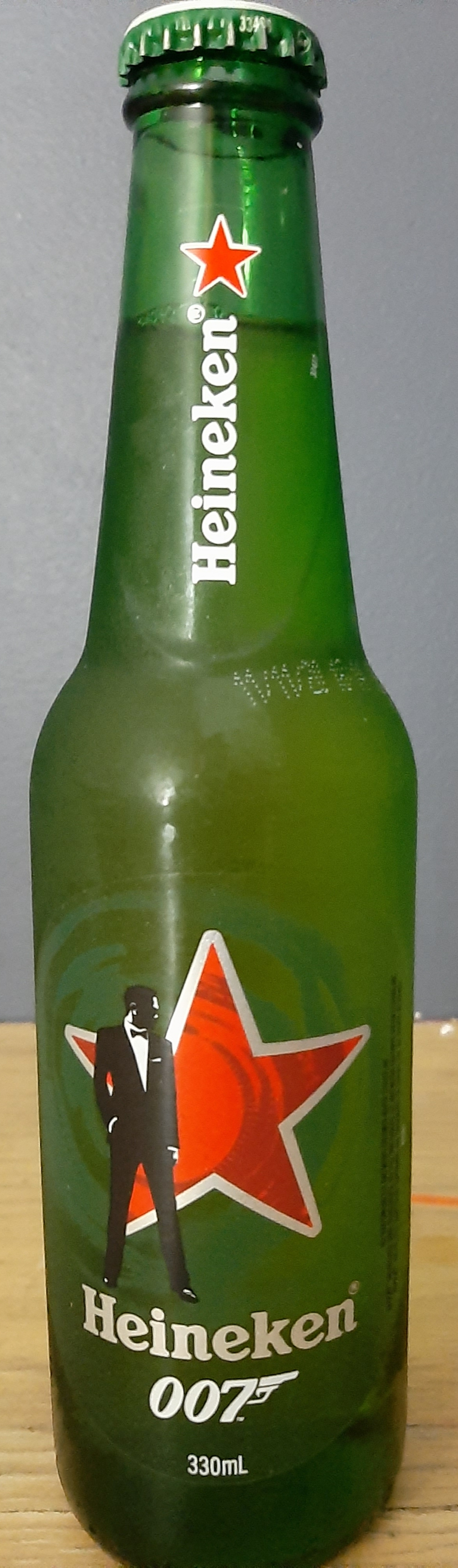
Phiên bản James Bond 007

Trong những năm đầu của Heineken, loại bia này đã giành được bốn giải thưởng:
- Medaille d'Or (Huy chương Vàng) tại Triển lãm Hàng hải Quốc tế (International Exhibition of Marine and River Industries) tại Paris vào tháng 5 năm 1875.[5][6][7]
- Diplome d'Honneurs (Văn bằng Danh dự) tại Triển lãm Xuất khẩu và Thuộc địa Quốc tế ở  Amsterdam năm 1883.[5]
- Grand Prix (Giải thưởng Lớn) tại Exposition Universelle ở Paris năm 1889.[5]
- Hors Concours Membre du Jury ở Paris năm 1900.[5]

Hai giải thưởng vẫn được đề cập trên nhãn là Medaille d'Or và Diplome d'Honneurs.
Năm 2013, Heineken đã tham gia cùng các nhà sản xuất rượu hàng đầu như một phần trong cam kết của nhà sản xuất về giảm uống rượu có hại.
Cuối tháng 2 năm 2013, Heineken ngừng sản xuất chai màu nâu dành cho thị trường Hà Lan để thay thế bằng màu xanh của chai dành cho xuất khẩu.
Năm 2014, Heineken kỷ niệm 150 năm thành lập. Năm 2015, Heineken đã giành được giải thưởng Nhà tiếp thị sáng tạo của năm, trở thành công ty thứ hai hai lần giành được giải thưởng này.
Nhà máy bia đầu tiên nơi Gerard Adriaan Heineken bắt đầu sản xuất bia Heineken giờ đây là Bảo tàng Trải nghiệm Heineken.

### Heineken 0.0
Heineken đã ra mắt loại bia không cồn đầu tiên vào năm 2017, đặt tên là "Heineken 0.0". Nó được đánh giá tích cực về hương vị, với "hương vị gần như giống nhau" như phiên bản đầy đủ cồn, mặc dù Heineken không tuyên bố nó có cùng hương vị. Nó cũng được phát hiện là có lượng calo và đường thấp hơn so với soda.
Tuy nhiên, như trường hợp của hầu hết các loại bia 'không cồn', Heineken 0.0 thực sự vẫn chứa một lượng cồn nhỏ (khoảng 0,05%). Nó có ít cồn hơn nước ép nho hoặc nước cam, vốn dĩ có một số nồng độ cồn ngay cả khi thấp hơn hầu hết các loại đồ uống (0,30 đến 0,86).

## Sản xuất

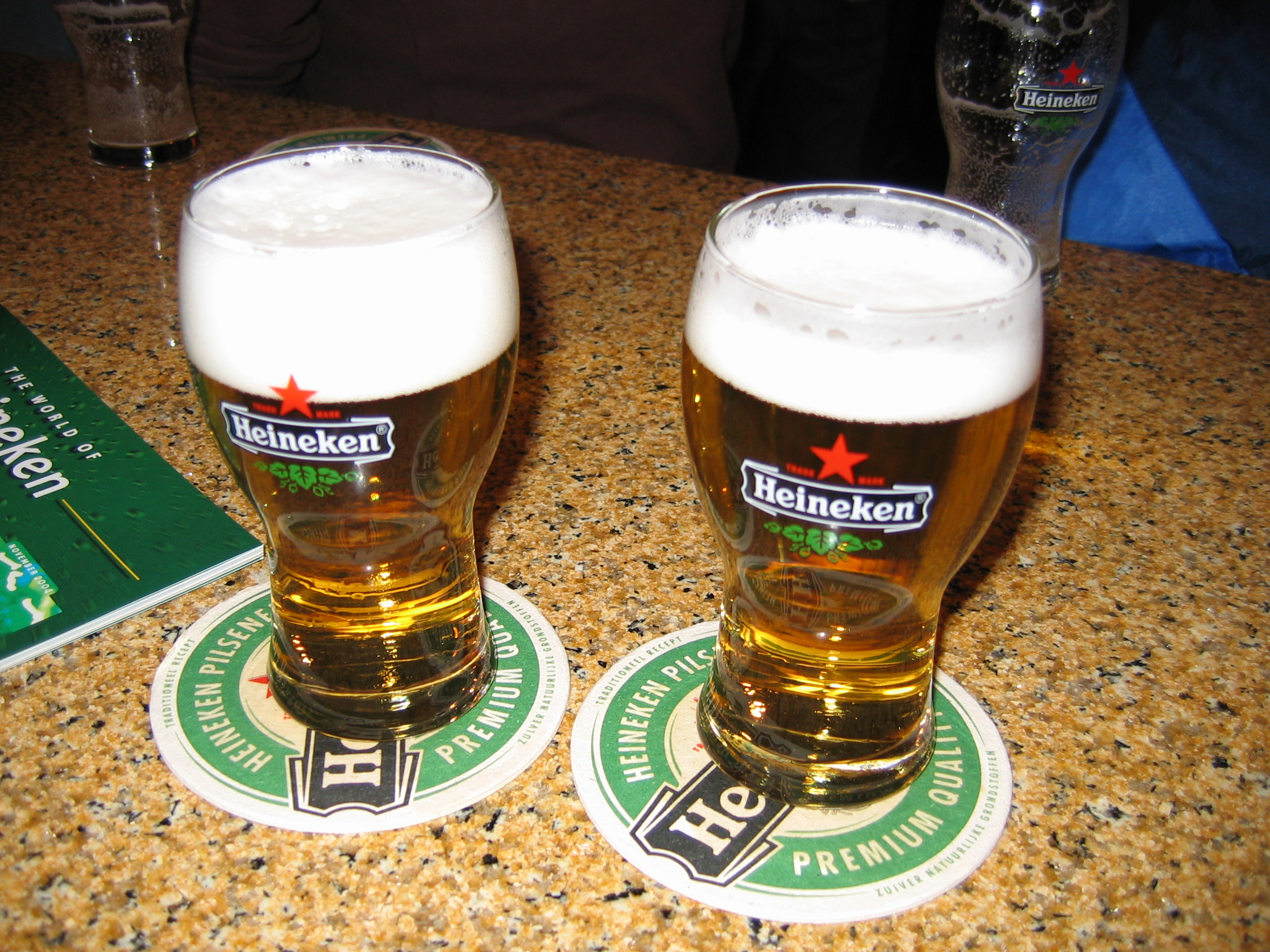
Hai ly bia Heineken

Kể từ năm 1975, hầu hết bia nhãn hiệu Heineken đã được ủ tại nhà máy bia của họ ở Zoeterwoude, Hà Lan. Năm 2011, 2,74 tỷ lít bia nhãn hiệu Heineken được sản xuất trên toàn thế giới, trong khi tổng sản lượng bia của tất cả các nhà máy bia thuộc sở hữu hoàn toàn của Tập đoàn Heineken trên tất cả các nhãn hiệu là 16,46 tỷ lít trên toàn cầu. Tính đến năm 2022, Heineken được bán tại 192 quốc gia. Chúng cũng đã được kết hợp với nhiều nhãn hiệu bia ở các quốc gia trên thế giới bao gồm México, Trung Quốc, Úc và các quốc gia khác nhau ở Châu Phi.

## Quảng cáo

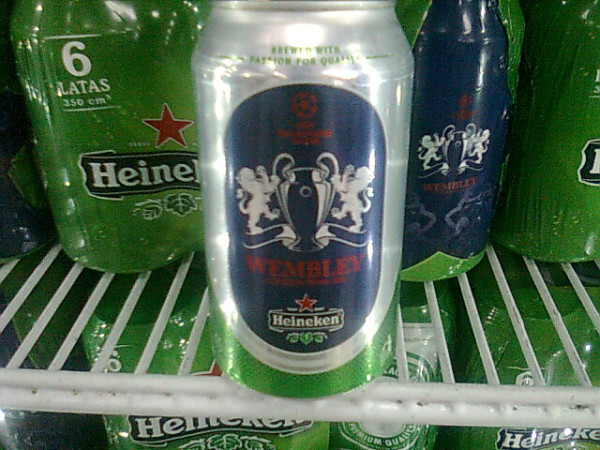
Heineken tài trợ cho trận Chung kết UEFA Champions League 2011

Heineken là nhà tài trợ chính của UEFA Champions League và UEFA Super Cup, UEFA Euro và Rugby World Cup; tài trợ chính của Rugby Union đã bắt đầu ở Wales với cuộc thi Wales Premier Division.
Bắt đầu từ năm 1997, Heineken đã có mối quan hệ lâu dài với loạt phim Bond, liên tiếp góp mặt trong 7 bộ phim của họ. Tính đến năm 2015, nền tảng tiếp thị toàn cầu lớn nhất của thương hiệu.
Năm 2016, Heineken trở thành Bia chính thức của Giải vô địch thế giới Công thức 1 của FIA bắt đầu từ Giải Grand Prix Canada. Trong các cuộc đua, Heineken cũng đưa chiến dịch quảng cáo "Đã uống rượu bia thì đừng bao giờ lái xe" khắp nơi trong cuộc đua như một chiến dịch nhằm chấm dứt việc lái xe khi đã uống rượu bia.
Vào tháng 8 năm 2021, Heineken đã ký hợp đồng nhiều năm với W Series với tư cách là đối tác toàn cầu cho loạt giải đua xe một chỗ dành cho Nữ.
Bắt đầu từ năm 2020–2024, Heineken trở thành nhà tài trợ của UEFA Europa League và UEFA Europa Conference League thông qua nhãn hiệu Heineken 0.0.